# Marcel Papet
Marcel Papet, né le 2 mai 1927 à Saint-Jean-Saint-Nicolas et mort le 5 juillet 2007 à Gap, est un homme politique français.

## Biographie
Il est signataire de l'« appel des 43 » en faveur d'une candidature de Valéry Giscard d'Estaing à l'élection présidentielle de 1974.

## Mandats électifs
- Député de la 2e circonscription des Hautes-Alpes (1973-1981)